# Olly Ashall-Bott
Pas d'image ? Cliquez ici

a Compétitions nationales et continentales officielles uniquement.

Olly Ashall-Bott, (Olliver) né le 24 novembre 1997 à Widnes (Angleterre), est un joueur de rugby à XIII anglais évoluant au poste d' arrière ou d'ailier.
Formé aux Widnes Vikings, il y commence sa carrière en 2018 en Super League. Il connaît de nombreux passages de clubs entre les trois divisions anglaises, en jouant pour North Wales Crusaders, London Broncos, Salford, Huddersfield et Wakefield. En 2022, il rejoint pour un contrat de trois années le club français du Toulouse.

## Biographie
Il est fiancé avec Georiga Stanway, internationale anglaise de football.

## Palmarès
- Collectif : 
  - Finaliste du Championship : 2023 et 2024 (Toulouse).

### En club
| Saison | Club                         | Compétition  | Matchs | Points | Essais | Buts | Drop |
| ------ | ---------------------------- | ------------ | ------ | ------ | ------ | ---- | ---- |
| 2018   | Widnes Vikings               | Super League | 7      | 8      | 2      | -    | -    |
| 2018   | → North Wales Crusaders      | League 1     | 3      | 12     | 3      | -    | -    |
| 2019   | Widnes Vikings               | Super League | 8      | 8      | 2      | -    | -    |
| 2020   | London Broncos               | Championship | 1      | -      | -      | -    | -    |
| 2020   | → Salford City Reds          | Super League | 3      | 4      | 1      | -    | -    |
| 2021   | Huddersfield Giants          | Super League | 9      | 8      | 4      | -    | -    |
| 2021   | → Wakefield Trinity Wildcats | Super League | 2      | 4      | 1      | -    | -    |
| 2022   | Huddersfield Giants          | Super League | 1      | 4      | 1      | -    | -    |
| 2022   | Toulouse olympique XIII      | Super League | 24     | 28     | 7      | -    | -    |